# Holládi-erdő
Holládi-erdő este o arie protejată (arie specială de conservare — SAC, sit de importanță comunitară — SCI) din Ungaria întinsă pe o suprafață de 1.978,82 ha, integral pe uscat.

## Localizare
Centrul sitului Holládi-erdő este situat la coordonatele 46°38′48″N 17°20′34″E / 46.646667°N 17.342778°E.

## Înființare
Situl Holládi-erdő a fost declarat sit de importanță comunitară în mai 2004 pentru a proteja 9 specii de animale. Situl a fost protejat și ca arie specială de conservare în februarie 2010.

## Biodiversitate
Situată în ecoregiunea panonică, aria protejată conține 3 habitate naturale: Păduri ilirice de Fagus sylvatica (Aremonio-Fagion), Păduri panonice-balcanice de stejar turcesc - stejar sesil, Păduri ilirice de stejar și carpen (Erythronio-Carpinion).
La baza desemnării sitului se află mai multe specii protejate:
- mamifere (4): liliac cârn (Barbastella barbastellus), liliac cu urechi mari (Myotis bechsteinii), liliac cărămiziu (Myotis emarginatus), liliac comun (Myotis myotis)
- nevertebrate (5): croitorul mare al stejarului (Cerambyx cerdo), Cucujus cinnaberinus, Euplagia quadripunctaria, rădașcă (Lucanus cervus), gândacul de apă (Rhysodes sulcatus)